# 勾峰
勾峰（1945年5月25日—），本名勾純沅，山東人，畢業於國立藝專音樂科。

## 生平
20多歲即拜入星雲法師門下，成為一名虔誠的佛教徒。1969年，參加台視節目《田邊俱樂部——周末劇場》歌唱比賽，以《我的太陽》一曲獲得最高榮譽五個燈，隨即被台視延攬。其參演的第一部電視劇為《風雪桃花渡》，劇中僅有幾句台詞。早年亦以歌手身分於當時台視眾多歌唱節目中出現，與胡錦的男女對唱組合於當時膾炙人口。1970年代並曾投身幕後，以「春元」名義擔任戲劇節目製作人。1986年，憑藉《幾度夕陽红》一劇，演出抑鬱不得志而脾氣暴躁的楊明遠一角，獲得金鐘獎最佳男主角獎。

## 電視劇
- 台視
  - 1976年《滴在心上的血》飾 方大夫
  - 1976年《碧綠山莊》飾 袁奇龍
  - 1977年《絕代雙驕》製作人
  - 2000年《神仙動員令》飾 陳峻威
  - 2014年《神仙·老師·狗》飾 孟常軍
  - 2014年《威廉王子》飾 易明山
  - 2014年《妹妹》飾 小色父
  - 2021年《2049－幸福話術》飾 武爺爺

- 中視
  - 1992年《再世情緣》 飾 魚朝恩
  - 1993年《梅花烙》飾 乾隆
  - 1994年《青蓮花》飾 黃世賢
  - 1995年《台北屋簷下》與余邦擔任製作人
  - 1996年《一簾幽夢》飾 汪展鵬
  - 1999年《海海的人生》飾 何大成
  - 2000年《新梁山伯祝英台》飾 祝公遠
  - 2015年《願望清單》飾 鐘錶店老闆

- 華視
  - 1983年《蕭十一郎》飾 蕭十一郎
  - 1983年《江南遊龍》飾 鰲拜
  - 1983年《江南遊龍》飾 石星魁
  - 1983年 金玉劇坊 《同命鴛鴦》 飾 嘉慶
  - 1986年《幾度夕陽紅》飾 楊明遠
  - 1986年《煙雨濛濛》飾 陸振華
  - 1986年《碧海青天》飾 海瑞
  - 1989年《愛的故事-孤星淚》飾 林尚義
  - 1992年《劉伯溫傳奇》恩怨情天 飾 趙中禺
  - 1993年《包青天》血雲幡傳奇 飾 連昆
  - 1993年《包青天》踏雪尋梅 飾 沈少白
  - 1993年《包青天》孝子章洛 飾 葉雲
  - 1993年《包青天》畫中話 飾 許仲開
  - 1996年《關公》飾 關羽
  - 1997年《施公奇案》父子情深 飾 邱雲長
  - 1997年《施公奇案》夜遊神 飾 林盛
  - 1997年《施公奇案》玉簫神笛 飾 曹寶森
  - 1999年《啞巴與新娘》飾 許父
  - 2003年《狂愛龍捲風》飾 馬爺
  - 2003年《愛上總經理》飾 劉崑山
  - 2004年《雪天使》飾 紀大山
  - 2004年《愛情魔戒》飾 杜百誠
  - 2004年《升空高飛》飾 鄭重

- 三立台灣台
  - 2002年《台灣霹靂火》飾 李子文

- 衛視中文台
  - 2003年《第8號當舖》飾 楊大爺

- 民視
  - 1997年《我永遠愛你》飾 季父
  - 1998年《舉頭三尺有神明》飾 王宏德
  - 2001年《情義》飾 吳清宏
  - 2005年《八兩金》飾 楊進財
  - 2008年《娘家》飾 江明峰

- 東森幼幼台
  - 2012年《萌學園》飾 肯荳姬

- 公視
  - 2003年《孽子》飾 王尚德
  - 2006年《祖師爺的女兒》飾 陳世明
  - 2010年《藍海1加1》飾 柳俊賢
  - 2022年《茁劇場－誰說媽媽像月亮》飾 高秉涵

- 八大綜合台
  - 2004年《鬥魚》饰 裴父
  - 2012年《終極一班2》饰 龐教授
  - 2015年《明若晓溪》飾 鐵大旗

- 中國大陸
  - 2015年《孤独的美食家》飾 藍致遠

- 大愛電視台
  - 2022年《冬菊，沒問題！》飾 唐保同

## 電影
- 《真假千金》 飾演：杜夢涯  (1971年)
- 《鬼馬小淘氣》 (1974年)
- 《浪花》（又名：三個任性的女人）(1975年)
- 《風鈴風鈴》（1976）
- 《寒夜青燈》(1975年)
- 《夕陽浪花愛》(1976年)
- 《義膽》
- 《桃花女鬥周公》(1980年)
- 《大頭兵》(1987年)
- 《走出五月》(2011年)
- 《痞子英雄首部曲：全面開戰》飾 易恭平(2012年)
- 《萌學園：尋找磐古》飾 肯荳姬 (2016年)

## 獎項紀錄
| 年份   | 頒獎典禮     | 獎項                       | 作品                      | 角色   | 結果 |
| ------ | ------------ | -------------------------- | ------------------------- | ------ | ---- |
| 1987年 | 第22屆金鐘獎 | 戲劇節目男主角獎           | 《幾度夕陽紅》            | 楊明遠 | 獲獎 |
| 2023年 | 第58屆金鐘獎 | 迷你劇集／電視電影男主角獎 | 《茁劇場—誰說媽媽像月亮》 | 高秉涵 | 提名 |